# Studio Tour
Studio Tour est une attraction du parc Universal Studios Hollywood, situé en Californie, aux États-Unis. Les visiteurs sont assis dans un bus et vont dans certaines parties des studios de cinéma et de télévision Universal, où ils peuvent voir des décors de films. Le tour dure entre 45 et 50 minutes et est guidé par un guide sur une vidéo. Une attraction similaire, mais plus petite, a ouvert à Universal Studios Florida. Elle a fermé en 1995.

## Historique
De 1915, quand les visiteurs s'asseyaient sur des gradins pour 25 cents, à 1964 et l'introduction de bus roses et blancs, et jusqu'à la technologie actuelle, les vues d'un studio de cinéma en action a été une grande attraction. Pendant les premières années du tour en bus (1964–1965), on accédait à toutes les attractions du parc en bus.
Pendant que les studios de cinéma ont continué à évoluer, le tour a évolué avec eux. En 1989, les lecteurs CD ont remplacé les guides. En 2000, ils ont été remplacés par des lecteurs DVD et des écrans LCD, ce qui a permis de montrer des scènes des films qui ont été tournés à l'endroit où le bus passe. Depuis juin 2011, le tour est commenté par Jimmy Fallon qui interprète notamment sa chanson Tramtastic Day.

## Films et séries

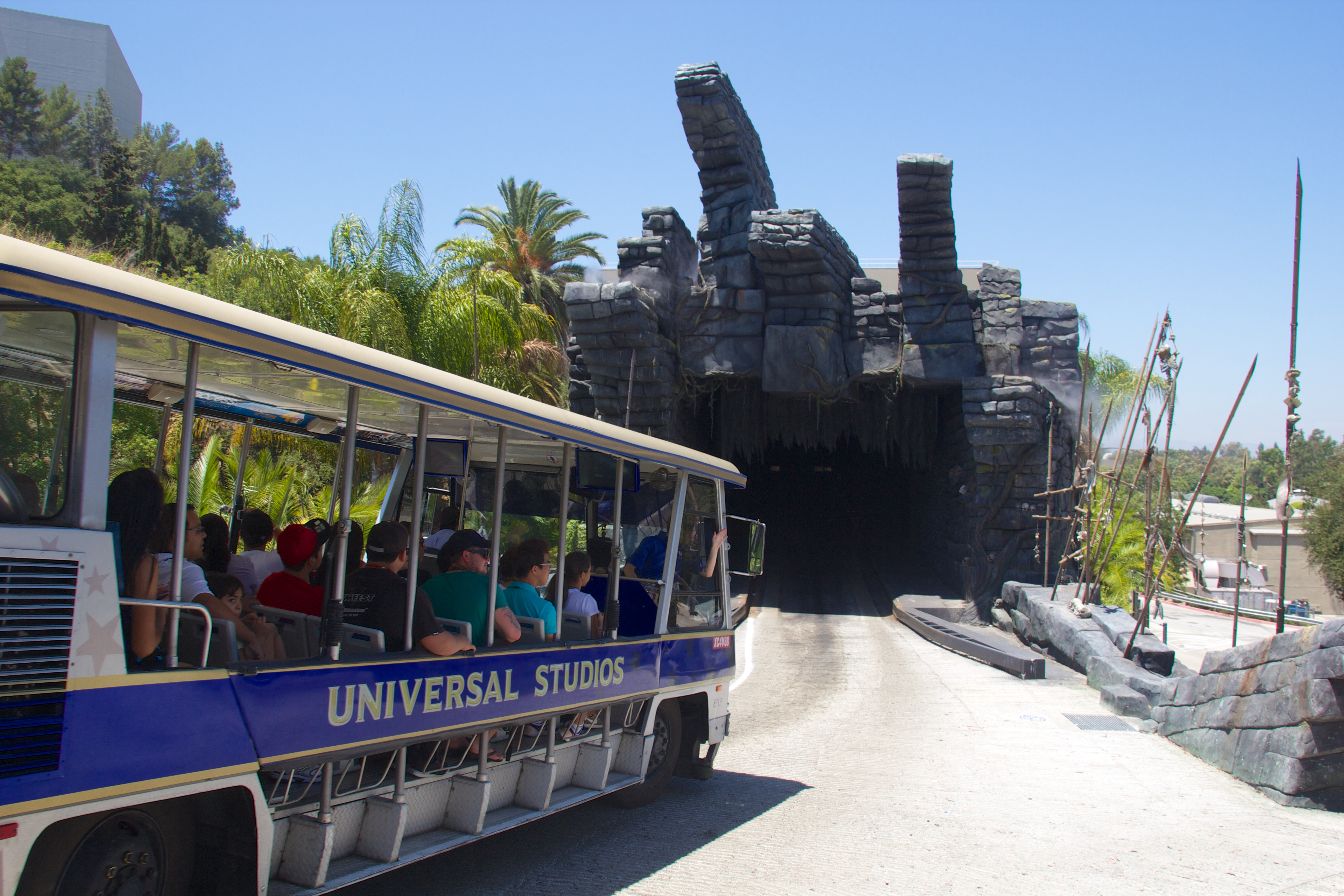
Bus de Studio Tour

Voici la liste des films dont les décors sont visités pendant le tour :
- Psychose
- La Guerre des mondes
- Retour vers le futur
- L'Arnaque
- The Great Outdoors
- Le Grinch
- Colonial Street (Desperate Housewives)
- Fast and Furious